# 세샤트
세샤트(Seshat, Safkhet, Sesat, Seshet, Sesheta, Seshata, 고대 이집트어: sšꜣt)는 지식과 학문, 과학, 언어, 서기의 여신이다.
‘세샤트’(sšꜣt)라는 이름은 ‘(글)쓰다’를 뜻하는 어근 sš에 여성 접미사 -t를 붙인 것이다. 미술 작품에서 세샤트는 머리에 일곱 개의 뿔이 나 있는 상징을 달고 있는 여인으로 그려진다. 이 때문에 세샤트는 ‘일곱 개의 뿔’이라는 뜻의 세프케트-아부이라는 이름으로도 불린다. 이 일곱 개의 뿔이 무엇을 상징하는지에 대해서는 여러 설이 있으나 밝혀진 것은 없다.
고대 이집트인들은 세샤트가 시간과 땅을 기록하고 통치자 파라오의 말을 기록했다고 믿었다. 세샤트는 보통 종려나무 가지를 들고 시간을 기록하는 모습으로 그려진다. 그녀가 입고 있는 표범 모피는 하늘의 별과 영원함을 상징하는 것으로 여겨진다.
토트도 기록과 지혜의 신이었기 때문에 관할이 겹치는데, 신화에서 세샤트는 토트의 딸 또는 배우자로 등장한다.

## 사진

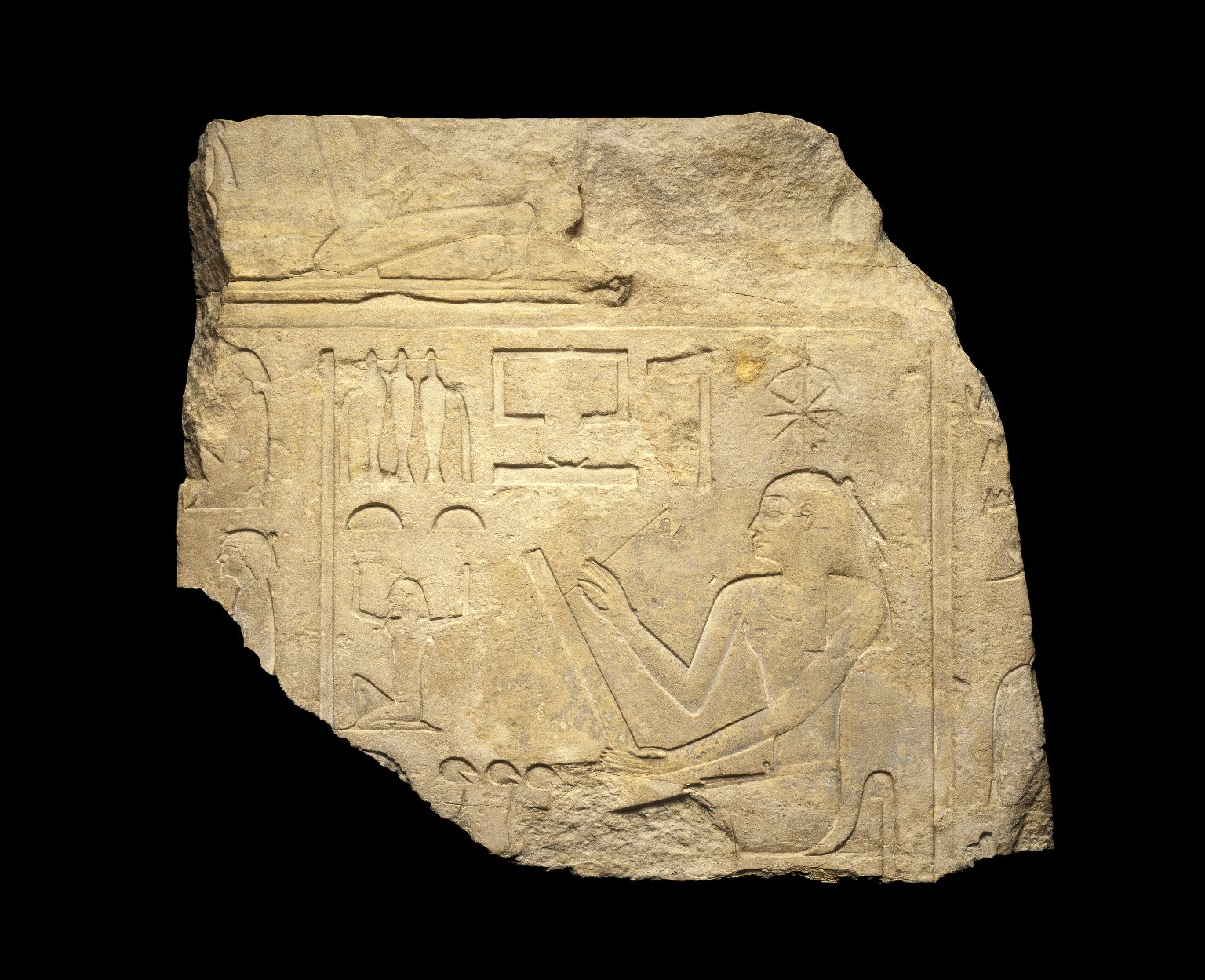
석회암 부조. (기원전 1919-1875년경) 브루클린 박물관 소장.
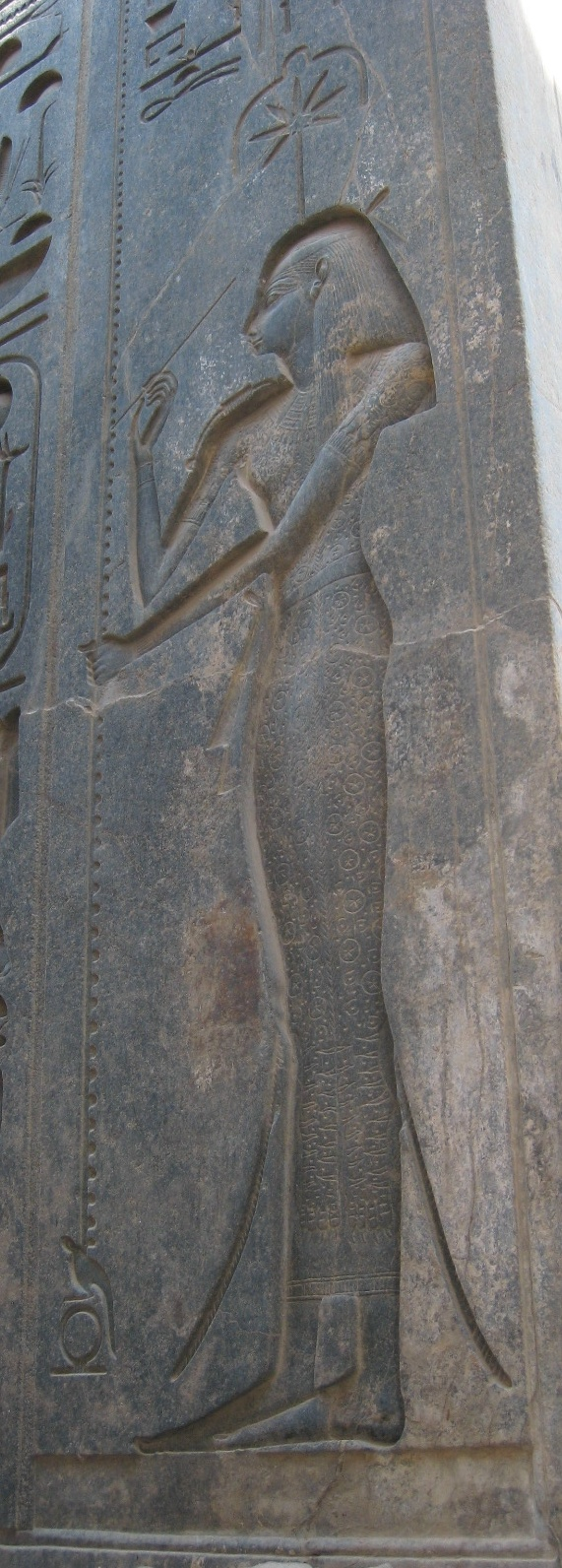
룩소르 아문-라 신전(영어판)의 람세스 2세 석상에 조각된 세샤트. (기원전 1250년경)
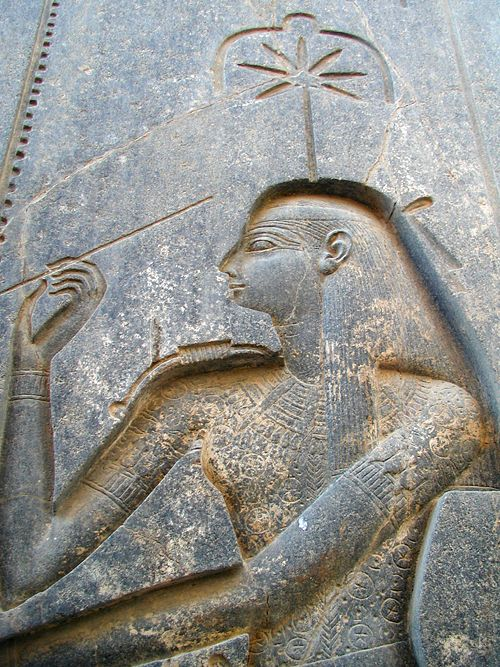
상부 확대.

## 같이 보기
- 토트